# 五裂黄连
五裂黄连（学名：Coptis quinquesecta）为毛茛科黄连属下的一个种。它们是中国和越南的特有种，分布于中國云南金平以及越南北部。其栖息地位于海拔1700-2500米间的密林下阴处。

## 保育现状
在中国物种红色名录中，五裂黄连被列为极危。它们的栖息地因当地农业林业畜牧业和渔业的发展而退化，过度采集也对它们造成了严重的威胁。

## 扩展阅读
- 維基物種上的相關：五裂黄连